# Осмонд, Мари
Мари́ О́смонд (англ. Marie Osmond; род 13 октября 1959) — американская певица, актриса.

## Карьера
Как член семьи Осмондов, была активна в различных областях шоу-бизнеса. Впервые появилась на телевидении в 3 года, когда её старшие братья (The Osmonds) выступали на шоу Энди Уильямса.
Потом, когда в начале 1970-х The Osmonds прославились, менеджмент группы побудил Мари тоже начать карьеру в звукозаписи. Она несколько раз выступала с братьями (хотя официальной участницей группы никогда не была), а в 1973 году записала свой первый сингл — «Paper Roses» в стиле кантри. Он стал золотым по продажам и поднялся на первое место в кантри-чарте «Билборда» и на 5 место в Hot 100. Причём дебютный сингл исполнителя-женщины поднялся на 1 место кантри-чарта «Билборда» впервые в истории. Потом у Мари вышел дебютный альбом, тоже названный Paper Roses, и тоже возглавил (уже альбомный) кантри-чарт «Билборда». Затем Осмонд продолжала записываться, но последующие два альбома и синглы успеха первых не повторили.
В 1976 году вместе со своим старшим братом Донни Осмондом Мари начала вести еженедельное телешоу-варьете — Donny & Marie. Шоу выходило до 1979 года. Также параллельно Мари начала актёрскую карьеру.
В середине 1980-х она вернулась к карьере кантри-певицы и сразу же записала на свой счёт ещё два кантри-сингла номер 1. Первый же её сингл по возвращении, дуэт с Дэном Силсом «Meet Me in Montana», попал на первое место в кантри-чарте, а потом и следующий, уже сольный «There’s No Stopping Your Heart». В 1986 году Мари записала на свой счёт ещё два больших кантри-хита — «Read My Lips» (попал первую пятёрку) и дуэт с Полом Дэвисом «You’re Still New to Me». После этого до первой кантри-десятки её синглы не дотягивали, хотя и были популярны. Последний раз в чарт она попала в 1990 году с песней «Like a Hurricane».

## Личная жизнь
В 1982—1985 годы Осмонд была замужем за баскетболистом Университета Бригама Янга Стивом Крейгом, от которого у неё есть сын — Стивен Джеймс Крейг (род. 20.04.1983).
В 1986—2007 годы Осмонд была замужем за актёром Брайаном Блосилом. В этом браке у Осмонд появилось ещё семеро детей. У них родилось двое детей: дочь Рэйчел Лорен (род. 19.08.1989) и сын Мэттью Ричард (род. 06.07.1998). Они также усыновили пятерых детей:
- Джессика Мари (род. 17.12.1987)
- Майкл Брайан (04.05.1991—06.02.2010)
- Брэндон Уоррен (род. в ноябре 1996)
- Брианна Патриша-Линн (род. 19.11.1997)
- Эбигейл Олив Мэй (род. 05.09.2002)

4 мая 2011 года Осмонд повторно вышла замуж за Стива Крейга, почти через 26 лет после их развода.
23 мая 2019 года у Осмонд родилась внучка, дочь её дочери Брианны и её мужа-оператора Дейва Швепа, которая стала её четвёртым внуком. Ещё один внук, сын дочери Рэйчел, должен родиться в июле.

## Дискография
- См. статью «Marie Osmond discography» в английском разделе.

## Фильмография
- См. «Marie Osmond § Filmography» в английском разделе.